# SAR-Dienst für Luftfahrzeuge in Deutschland

Logo des militärischen Such- und Rettungsdienstes

Den SAR-Dienst für Luftfahrzeuge (SAR: Search and Rescue, deutsch: Suche und Rettung) übernimmt in Deutschland die Bundeswehr (Heer und Marine) im Auftrag des Bundesministeriums für Verkehr und digitale Infrastruktur. Das Bundesministerium für Verkehr und digitale Infrastruktur ist für diese – durch internationale Verträge zum Rettungsdienst in Luft- und Seenotfällen vorgeschriebene – Dienstleistung verantwortlich, es hat diese Aufgaben jedoch an das Bundesverteidigungsministerium delegiert. Für Seenotfälle hingegen wurde diese Rettungsaufgabe primär an die Deutsche Gesellschaft zur Rettung Schiffbrüchiger delegiert.
Weitere Mittel werden bei Bedarf durch andere Behörden und Organisationen bereitgestellt, z. B. durch Polizei von Bund und Ländern, Feuerwehr, Deutsches Rotes Kreuz, Wasser- und Schifffahrtsverwaltung, Zoll, Technisches Hilfswerk und Bergwacht. Zu unterscheiden von den SAR-Diensten ist in Deutschland die Luftrettung, die das schnelle Transportmittel Hubschrauber für den allgemeinen Rettungsdienst nutzt.

## Aufgaben

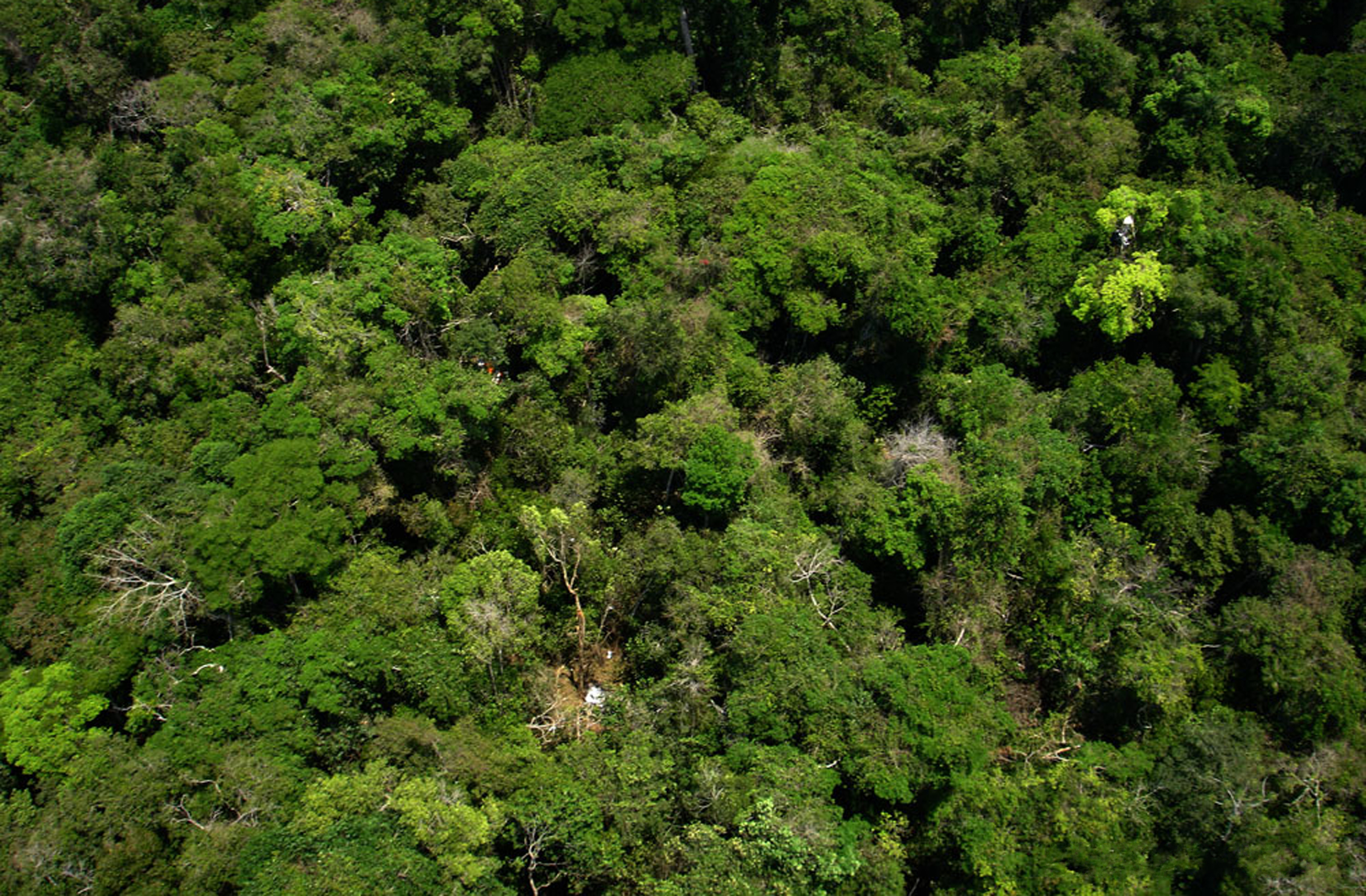
Luftsichtung einer bewaldeten Absturzstelle

Im Bereich der Luftfahrt wird der SAR-Dienst im Sinne des Chicagoer Abkommens von der Bundeswehr (Heer und Marine) im Auftrag des Bundesministeriums für Verkehr und digitale Infrastruktur wahrgenommen. Die Aufgabe wurde im Rahmen der Bundeswehrreform 2013 von der Luftwaffe an das Heer übertragen (Fähigkeitstransfer).
Aufgaben des SAR-Dienstes der Bundeswehr sind:
- Suche von in Not geratenen Luftfahrzeugen, Ortung der Maschine;
- Rettung von Crew und Passagieren;
- Unterstützung des Seenotrettungsdienstes in der deutschen Nord- und Ostsee;
- Unterstützung der eigenen und verbündeten Streitkräfte bei Notfällen.

Daneben werden auch Aufgaben außerhalb des SAR im Rahmen der dringenden Eilhilfe wahrgenommen, sofern militärische und SAR-Aufgaben dem nicht entgegenstehen und genügend Kapazitäten vorhanden sind:
- Unterstützung des zivilen Rettungsdienstes;
- Abstellung von Rettungshubschraubern zur Unterstützung der Länder im Katastrophenfall.

Bei Luftnotfällen über See wird der SAR-Dienst für Luftfahrzeuge durch den maritimen SAR-Dienst unterstützt.

## Organisation
Für Deutschland bestehen zwei SAR-Bereiche (engl. SRR = Search and Rescue Region) mit den Leitstellen RCC (Rescue Coordination Centre)  Münster und ARCC Glücksburg, die vom Heer (vorher Luftwaffe) bzw. der Marine betrieben werden. Den Leitstellen obliegt die Einsatzleitung der Such- und Rettungsmaßnahmen für ihren Bereich. Der SAR-Bereich „See“ in Glücksburg umfasst die Bundesländer Schleswig-Holstein und Hamburg, die deutschen Hoheitsgewässer und Inseln sowie das Gebiet des deutschen Festlandsockels, der SAR-Bereich „Land“ in Münster das deutsche Festlandsgebiet ohne Schleswig-Holstein und Hamburg.
Im SAR-Bereich „Land“ bestehen drei mit SAR-Hubschraubern des Heeres vom Transporthubschrauberregiment 30 (Niederstetten) besetzte SAR-Kommandos in Holzdorf, Niederstetten und Nörvenich. In den fünf Kommandos Laage, Diepholz, Erfurt, Malmsheim und Ingolstadt ist der Betrieb 2009/2010 eingestellt worden. Im SAR-Bereich „See“ bestehen SAR-Kommandos auf Helgoland und in Warnemünde; von diesen beiden Außenstellen ist zurzeit nur eine 24 Stunden am Tag an sieben Tagen in der Woche besetzt. Bei Problemen in der Außenstelle wird ein SAR-Hubschrauber (Spare-Maschine) vom Standort des Marinefliegergeschwaders 5 (Nordholz) aus eingesetzt. Dem RCC Münster steht außerdem ein flächendeckendes Netz von 33 Flugfunkstationen zur Verfügung, das ARCC Glücksburg verfügt über 13 über den SAR-Bereich verteilte Flugfunkstationen. Die SAR-Leitstellen und die SAR-Hubschrauber bilden die Einrichtungen und Mittel ersten Grades, die in ständiger Bereitschaft sind.
Weitere bei Bedarf mobilisierte Mittel sind SAR-Mittel zweiten Grades. Die Bundesländer haben, in der Regel bei den Innenministerien oder den oberen Polizeibehörden, SAR-Bereichssuchstellen eingerichtet, die auf Anforderung der SAR-Leitstellen Such- und Rettungsmaßnahmen am Boden durchführen. Die Stadtstaaten Bremen und Hamburg betreiben jeweils eine gemeinsame Bereichssuchstelle mit Niedersachsen bzw. Schleswig-Holstein. Daneben fungiert die Seenotleitung Bremen des maritimen SAR-Dienstes als Bereichssuchstelle für die Seegebiete von Nord- und Ostsee. Von den Landeskommandos können ebenfalls Truppen angefordert werden. Außerdem können weitere Einsatzmittel der Bundeswehr und verbündeter Streitkräfte, insbesondere Luft- und Seefahrzeuge, herangezogen werden. Ist dringende Nothilfe (neu: Eilhilfe) erforderlich, alarmieren die SAR-Leitstellen die zuständigen Rettungsleitstellen.
Mit benachbarten SAR-Diensten anderer Staaten findet eine enge Kooperation und gegenseitige Hilfeleistung statt.

## Stützpunkte in Deutschland

### Aktive Stützpunkte in Deutschland
| Rufname   | Stützpunkt                        | Betreiber | Lage                | Internet              | Bemerkung |
| --------- | --------------------------------- | --------- | ------------------- | --------------------- | --------- |
| RESCUE 10 | Marinefliegerstützpunkt Helgoland | Marine    | 54.175306 7.890028  | Datenblatt            |           |
| RESCUE 24 | Marinestützpunkt Warnemünde       | Marine    | 54.181361 12.132194 | Datenblatt            |           |
| RESCUE 41 | Fliegerhorst Nörvenich            | Heer      | 50.831639 6.659528  | Datenblatt            |           |
| RESCUE 63 | Heeresflugplatz Niederstetten     | Heer      | 49.391833 9.959833  | Datenblatt (veraltet) |           |
| RESCUE 87 | Fliegerhorst Holzdorf             | Heer      | 51.762278 13.180722 | Datenblatt(veraltet)  |           |

### Ehemalige Stützpunkte in Deutschland (unvollständig, inkl. Rettungszentren)
| Rufname | Stützpunkt                               | Betreiber | Lage               | Internet   | Bemerkung                              |
| ------- | ---------------------------------------- | --------- | ------------------ | ---------- | -------------------------------------- |
| SAR 27  | Fliegerhorst Jever                       | Luftwaffe |                    |            | jetzt Christoph 26 in Sande            |
| SAR 31  | Fliegerhorst Diepholz                    | Luftwaffe |                    |            | Betrieb wurde im Jahr 2010 eingestellt |
| SAR 51  | Wehrtechnische Dienststelle 61, Manching | Luftwaffe |                    |            | Betrieb wurde im Jahr 2008 eingestellt |
| SAR 56  | Fliegerhorst Penzing                     | Luftwaffe |                    | Datenblatt | 2016 Verlegung nach Niederstetten      |
| SAR 58  | Fliegerhorst Penzing                     | Luftwaffe |                    |            | 2016 Verlegung nach Niederstetten      |
| SAR 64  | Heeresflugplatz Niederstetten            | Heer      | 49.391833 9.959833 | Datenblatt | Betrieb wurde im Jahr 2020 eingestellt |
| SAR 71  | Bundeswehrkrankenhaus Hamburg            | Luftwaffe |                    |            | jetzt Christoph 29                     |
| SAR 72  | Flugplatz Merzbrück                      | Luftwaffe |                    |            | jetzt Christoph Europa 1               |
| SAR 73  | Bundeswehrzentralkrankenhaus Koblenz     | Luftwaffe |                    |            | jetzt Christoph 23                     |
| SAR 74  | Nürnberg                                 | Luftwaffe |                    |            | jetzt Christoph 27                     |
| SAR 75  | Bundeswehrkrankenhaus Ulm                | Luftwaffe |                    |            | jetzt Christoph 22                     |
| SAR 76  | Rheine                                   | Luftwaffe |                    |            | jetzt Christoph Europa 2               |
| SAR 77  | Flugplatz Jena-Schöngleina               | Luftwaffe |                    |            | jetzt Christoph 70                     |
| SAR 81  | Laage                                    | Luftwaffe |                    |            |                                        |
| SAR 89  | Erfurt                                   | Luftwaffe |                    |            | Betrieb wurde im Jahr 2010 eingestellt |
| SAR 93  | Neustrelitz                              | Luftwaffe |                    |            | jetzt Christoph 48                     |
| SAR 96  | Bad Saarow                               | Heer      |                    |            | jetzt Christoph 49                     |

## SAR-Hubschrauber

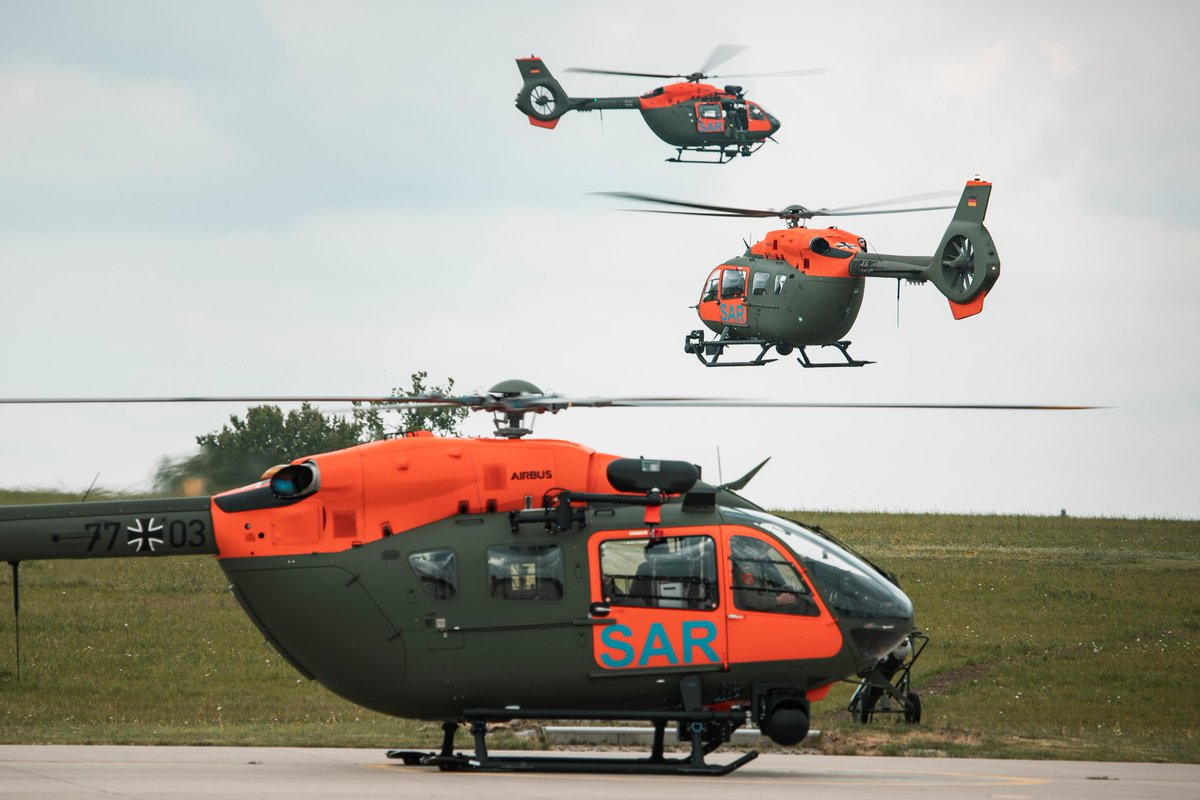
Der H145 LUH SAR wird auf den SAR-Stützpunkten des Heeres eingesetzt.

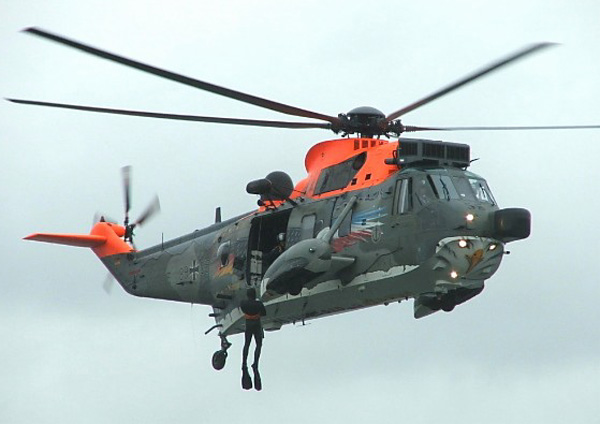
Hubschrauber vom Typ Sea King (die auf den SAR-Stützpunkten der Marine eingesetzt werden) mit Froschmann

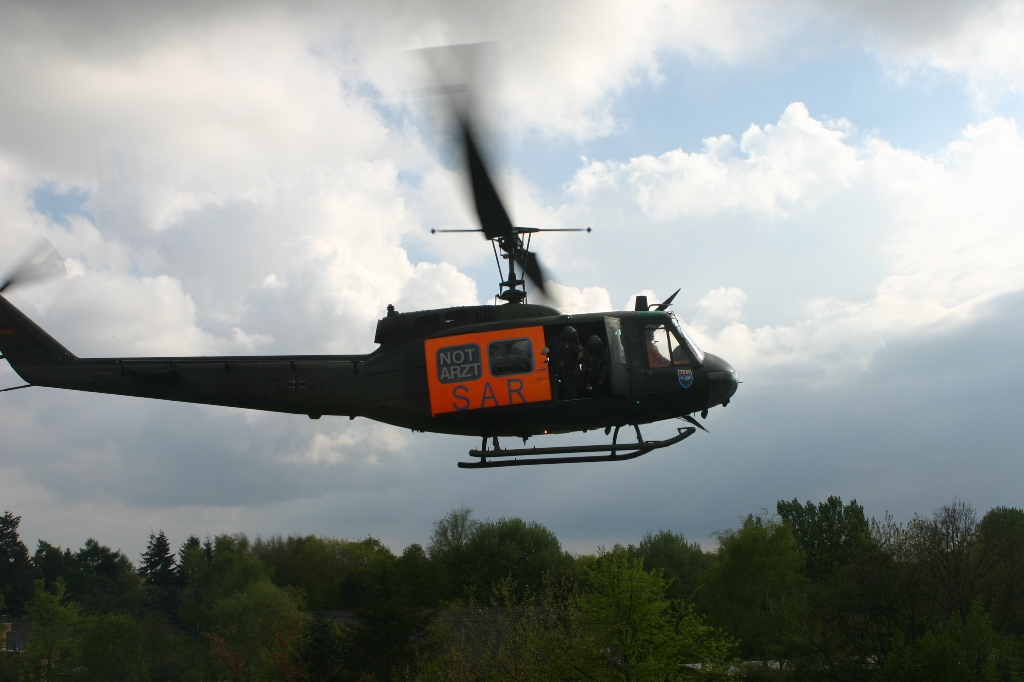
Ehemaliger SAR-Hubschrauber vom Typ Bell UH-1D im Flug

### SAR-Bereich „Land“ in Münster
Die medizinische Ausrüstung der SAR-Hubschrauber des Heeres ist in etwa gleichzusetzen mit der eines zivilen Rettungshubschraubers (RTH), entspricht jedoch nicht vollständig der maßgeblichen DIN/EN für RTH. Je nach Einsatz kann zusätzliche Ausstattung erforderlich sein. Standorte sind der Fliegerhorst Nörvenich, der Heeresflugplatz Niederstetten und der Fliegerhorst Holzdorf. In Niederstetten wird ein zweiter Hubschrauber einsatzbereit speziell für den Einsatz in den Bergen vorgehalten. Er ist nicht mit dem vollständigen SAR-Satz ausgestattet.

#### Besatzungen
Die Besetzung von SAR-Hubschraubern mit Funktionsträgern richtet sich in Deutschland nach dem jeweils zugedachten Auftrag des Kommandos.

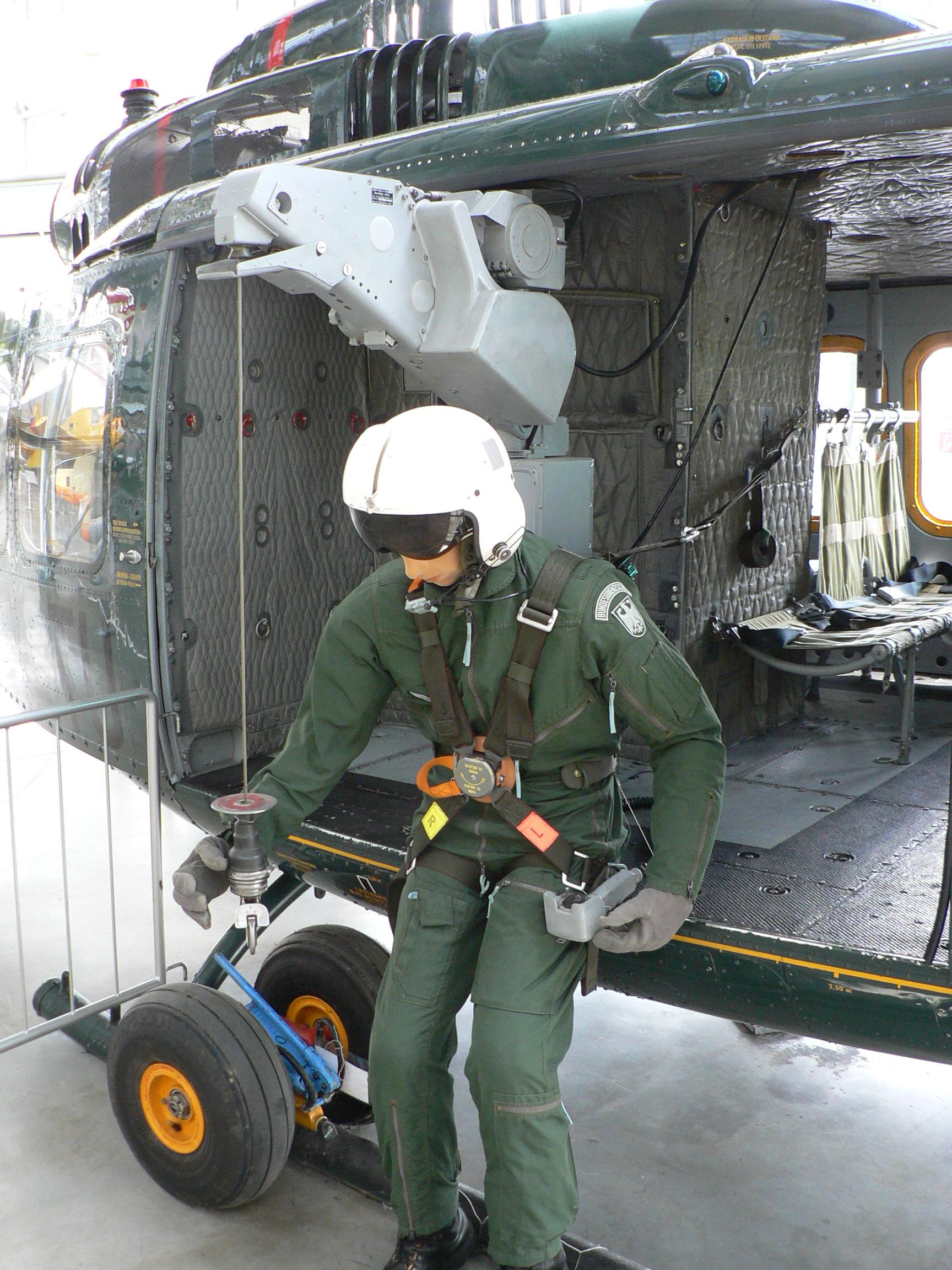
Rettungswinde im Deutschen Museum

Im Bereich des Heeres werden die SAR-Hubschrauber regulär mit drei Crew-Mitgliedern besetzt:
- zwei Hubschrauberführer,
- einem Luftrettungsmeister (Rettungsassistent / Notfallsanitäter), zugleich HHO (Helicopter Hoist Operator)

Bis zum Ende des Jahres 2016 bestand die Besatzung entsprechend dem Besatzungskonzept der Luftwaffe aus einem Hubschrauberführer, einem Bordtechniker (BT, Bordmechanikermeister, zugleich Winch-Operator) und dem Luftrettungsmeister. Bei medizinischen Einsätzen im Rahmen der dringenden Eilhilfe kann zusätzlich noch ein Notarzt, z. B. von einem nahe gelegenen Krankenhaus aufgenommen werden.
Bis März 2021 wurden von der Heeresfliegertruppe Hubschrauber vom Typ Bell UH-1D als SAR-Hubschrauber genutzt. Die Nutzungsdauer der UH-1D wurde in zwei Schritten bis Mitte 2021 verlängert. Die technische Betreuung wurde der zivilen Firma RUAG übertragen. Die Aufgaben von RUAG Aviation umfassen sämtliche Wartungs- und Instandsetzungsarbeiten sowie Engineering, Modifikationen, Upgrades, System-Integrationen und Logistik-Management. Im Rahmen des Structural Life Extension Program beseitigte die RUAG Aviation typische Korrosions-, Verschleiß- und Alterungserscheinungen der Bell UH-1D.
Als Nachfolgemodell des Bell UH-1D waren bis Mai 2015 u. a. Hubschrauber des Typs H135 angedacht. Im Oktober 2015 wurde diese Entscheidung jedoch revidiert. Die abschließende Entscheidung zur Fortführung der SAR-Dienstes durch die Bundeswehr aufgrund internationaler Vorgaben erfolgte erst Anfang Juni 2016. Eine Ersatzbeschaffung sollte auf den Fähigkeitsforderungen für den militärischen SAR-Dienst basieren. Ein Vertragsabschluss wäre zudem erst im ersten Halbjahr 2017 möglich gewesen und hätte zu einem „gestreckten Zeitablauf“ von mindestens 11 bis 19 Monaten in der Beschaffung geführt. Schließlich bestellte die Bundeswehr im Dezember 2018 nach einem Ausschreibungsverfahren sieben H145 LUH SAR inklusive neuer SAR-Rüstsätze von der Firma Air Ambulance Technologie, Ranshofen/Österreich. Bis März 2021 ersetzten die sieben bestellten H145 die in den 70er Jahren eingeführten Bell UH-1 D in ihrer Rolle als SAR-Hubschrauber. Die H145 werden auf vertraglicher Grundlage technisch von der Firma Motorflug, einer Tochter von Airbus Helicopters, betreut. Die Beschaffungskosten liegen inklusive der Ausbildung der Besatzungen bei 72,4 Millionen Euro. Für das umfassende logistische Servicepaket über neun Jahre werden weitere 66,1 Millionen Euro fällig.
Die H145 LUH SAR sind mit den 15 H145M LUH SOF für die Spezialkräfte im Hubschraubergeschwader 64 der Luftwaffe und den 13 Eurocopter EC 135 des Internationalem Hubschrauberausbildungszentrum des Heeres, der dritte Hubschraubertyp von Airbus Helicopters, was zu einer weiteren Standardisierung der Hubschrauberflotte in der Bundeswehr beiträgt.

#### Bergrettungsausstattung
Ein weiteres Einsatzgebiet von SAR-Hubschraubern ist die Rettung aus dem Gebirge oder schwer zugänglichem Gelände. Hierzu hielt das Transporthubschrauberregiment 30 (Niederstetten) auf dem Heeresflugplatz Niederstetten in der ersten Zeit nach der Verlegung von Penzing nach Niederstetten bis 2021 einen besonders konfigurierten SAR-Hubschrauber „RESCUE 64“ vom Typ Bell UH-1D vor. Er war aus Gewichtsgründen nicht mit dem vollständigen SAR-Satz ausgestattet. Bei Bedarf erfolgte die personelle Unterstützung der Besatzung durch die örtlich zuständige Bergwacht. Such- und Rettungsaktionen der SAR-Einheiten können, im Gegensatz zu vielen nur tagsüber vorgehaltenen zivilen Rettungshubschraubern, rund um die Uhr erfolgen.
Aktuell werden die Bergrettungseinsätze mit dem H145 LUH SAR durchgeführt.
Die SAR-Hubschrauberbesatzungen arbeiten vor Ort ggf. mit der Bergwacht zusammen. Trainiert wurden neben gemeinsamen Suchaktionen auch Flüge mit Rettungs- und Suchhunden, um z. B. Lawinenopfer orten und retten zu können.

### SAR-Bereich „See“  in Glücksburg

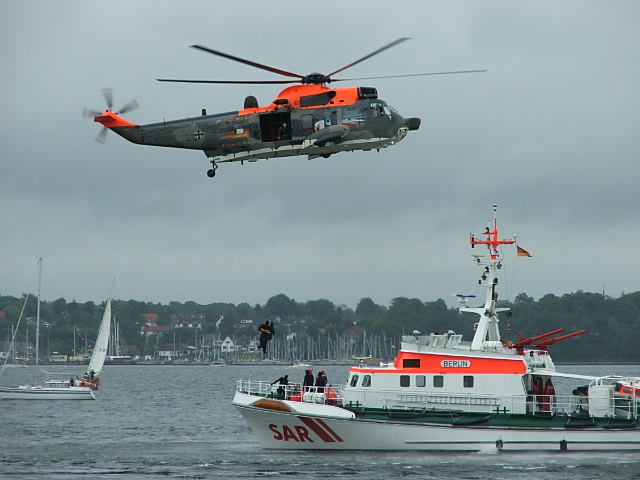
Zusammenarbeit zwischen SAR-Hubschrauber und Seenotrettungskreuzer

Die Hubschrauber der Marine haben eine andere Ausstattung. Bei der Rettung auf See mittels SAR-Hubschraubern spielt die Aufnahme von Verletzten oder erkrankten Personen durch die Rettungswinde eine maßgebliche Rolle. Ebenfalls eine Besonderheit ist, dass die Rettungseinsätze über See (engl. offshore) mangels alternativer Rettungsmöglichkeiten oftmals auch unter sehr schwierigen Wetterbedingungen erfolgen. Insofern unterscheiden sich die SAR-Einsätze auf See deutlich von der Luftrettung und von SAR-Einsätzen über Land.
Zum Einsatz kommen dabei seit 2023 NH90 NTH SeaLion, bis dahin wurde diese Rolle durch Westland Sea King MK 41-Hubschrauber erfüllt. Um das gesamte deutsche Seegebiet abzudecken stationiert die Marine Helikopter auf dem Fliegerhorst Nordholz oder auf der Bereitschaftsstation Helgoland für den Nordseeraum und auf dem Marinefliegerstützpunkt Warnemünde für den Ostseeraum. 

#### Besatzungen
Im Bereich der Marineflieger bilden stets mindestens vier Personen die Crew, darunter
- zwei Hubschrauberführer,
- ein Luftfahrzeugoperationsoffizier (LOPO) und
- ein Bordmechaniker mit medizinischem Ausbildungsstand (Rettungssanitäter).

#### Einsatzbereitschaft und eingeschränkte De-facto-Einsatzbereitschaft
Die Hubschrauber an SAR-Kommandos sollten generell 24 Stunden am Tag ganzjährig einsatzbereit sein. Tagsüber gilt eine Vorlaufzeit von maximal 15 Minuten. Zwischen Sonnenuntergang plus 30 Minuten (spätestens 20:30 Uhr) und 7:30 Uhr morgens erhöht sie sich auf maximal eine Stunde.
De facto war eine Einsatzbereitschaft im Jahr 2015 von lediglich einem Sea King für die deutsche Ost- und Nordsee gegeben. Viele der Helikopter der Marineflieger blieben wegen technischer Probleme am Boden. Die Seenotrettung zu gewährleisten hat sich Deutschland in internationalen Abkommen verpflichtet; die Federführung liegt beim Bundesverkehrsministerium. Politische Konsequenz war, dass der Rechnungsprüfungsausschuss des Bundestages die Notfallrettung grundsätzlich neu regeln wollte und es zu einer klaren Aufgabenverteilung zwischen dem Havarie-Kommando und den zivilen SAR-Aufgaben mit je einem Hubschrauber für die Nord- und die Ostsee (DGzRS) kommen sollte. Die Bundespolizei hatte 2014 angeboten, mit ihren Helikoptern im Notfall auszuhelfen. Doch dieses Angebot hat der damalige Innenminister Thomas de Maizière wieder zurückgezogen, nachdem zwei Maschinen bei einem Unfall zerstört und kein Ersatz beschafft wurde.
Die Hubschrauber der Marine vom Typ Sea King, die bislang auf den SAR-Stützpunkten der Marine eingesetzt werden, waren häufig und insgesamt über längere Zeiträume nur eingeschränkt einsatzfähig. In der Praxis wurden die Aufgaben deshalb häufig von Hubschraubern vom Typ Aérospatiale AS 332 der Bundespolizei-Fliegerstaffel Fuhlendorf (Holstein) übernommen, so z. B. auch ab Juli 2022 nach einem Startverbot für die Sea King aufgrund technischer Probleme. Der erste von schließlich 18 bestellten neuen Hubschraubern der Marine vom Typ SeaLion wurde im Oktober 2019 an das Bundesamt für Ausrüstung, Informationstechnik und Nutzung der Bundeswehr (BAAINBw) übergeben.

## SAR-Mittel zweiten Grades

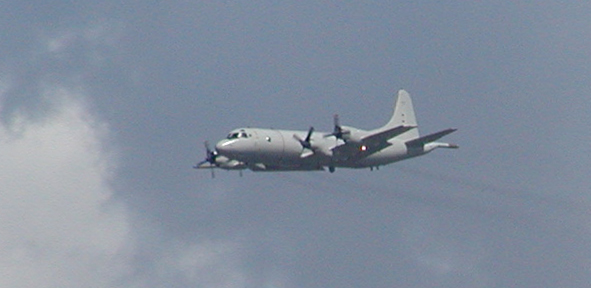
Seefernaufklärer P-3C Orion

Neben den SAR-Hubschraubern, die zu den SAR-Mitteln 1. Grades zählen, gibt es noch Mittel 2. Grades. Bei Bedarf (z. B. ausgedehnte Suchgebiete) können weitere geeignete Luftfahrzeuge und Einsatzmittel der Bundeswehr, anderer Streitkräfte, der Polizeien der Länder und der Bundespolizei, ziviler Hilfs- und Rettungsorganisationen, der Handelsschifffahrt und der zivilen Luftfahrt von der zuständigen SAR-Leitstelle angefordert werden. Hierzu zählen auch See-Fernaufklärer vom Typ Lockheed P-3 Orion, die beispielsweise mehrere Stunden über dem Meer operieren können, um Wrackteile versunkener Schiffe zu orten, oder Transportmaschinen wie die C-160D Transall, die ähnliche Aufgaben wahrnehmen können. Zu den SAR-Mitteln zweiten Grades zählen auch Hubschrauber wie die CH-53, die wie die Transall auch als fliegender Großraum-Sanitätswagen verwendet werden können. Ein Hubschrauber wird in Laupheim, ausgestattet als Großraumrettungshubschrauber, für Großschadenslagen mit Vorlaufzeit in Bereitschaft gehalten. Das medizinische Personal wird vom Bundeswehrkrankenhaus Ulm gestellt.

## Alarmierung
Der Flugalarmdienst wird von den Flugsicherungsorganisationen in Deutschland betrieben. Er ist gewährleistet für kontrollierte Flüge, für Flüge, für die ein Flugplan aufgegeben wurde und für Flüge, die den Flugverkehrsdiensten anderweitig bekannt sind. Er wird im kontrollierten und im unkontrollierten Luftraum durchgeführt. Eine automatische Alarmierung kann durch eine mitgeführte Notfunkbake (ELT=emergency locator transmitter) erfolgen, die über einen Beschleunigungssensor (Absturz) ausgelöst wird. Diese Alarme werden von den Mission Control Centers des COSPAS-SARSAT Satellitensystem empfangen und an die nächste Leitstelle weitergeleitet. Eine generelle Verpflichtung zum Mitführen von ELT in der Luftfahrt gibt es derzeit nicht.
Bei Beobachtungen durch die Bevölkerung oder bei überfälligen Fahrzeugen kann auch über eine örtliche Rettungsleitstelle, die Polizei oder die Feuerwehr über den Notruf 112 alarmiert werden, die den Alarm über die SAR-Bereichssuchstellen weitergeben. Der Einsatz der SAR-Hubschrauber an den SAR-Kommandos erfolgt über die SAR-Leitstelle Münster für den Festlandbereich bzw. über die SAR-Leitstelle Glücksburg für den maritimen Bereich. Die Führung der Einsätze erfolgt ebenfalls durch die SAR-Leitstellen.
Sofern andere Leitstellen oder Behörden zur Erfüllung eigener Aufgaben Hilfe von SAR-Einheiten benötigen, setzen sie sich mit der zuständigen SAR-Leitstelle in Verbindung.